# Upanishad Kaushitaki
El Kaushitaki Upanishad ( Sanskrit   उपनिषद्, Kauṣītaki Upaniṣad ) es un antiguo texto sánscrito contenido dentro del Rigveda. No está asociado con el Kaushitaki shakha, sino con un Sāmānya Upanishad, lo que significa que es "común" a todas las escuelas de Vedanta. Fue incluido en la lista de Robert Hume de los 13 Upanishads principales,  y figura como el número 25 en el canon Muktikā de 108 Upanishads.
El Kaushitaki Upanishad, también conocido como Kaushitaki Brahmana Upanishad, es parte del Kaushitaki Aranyaka o Shankhayana Aranyaka. El Kausitaki Aranyaka consta de 15 capítulos y cuatro de estos capítulos forman el Kaushitaki Upanishad.

## Cronología
La cronología del Kaushitaki Upanishad, como la de otros Upanishads, no está clara. Se basa en un análisis del arcaísmo, el estilo y las repeticiones en los textos, impulsado por suposiciones sobre la probable evolución de las ideas y sobre qué filosofía podría haber influido en qué otras filosofías indias.
El Kaushitaki Upanishad probablemente fue compuesto antes de mediados del primer milenio a. C. Ranade  sitúa la composición cronológica de Kaushitaki en el tercer grupo de Upanishads antiguos, compuesta aproximadamente en la época de los Upanishads Aitareya y Taittiriya. Juan Mascaró postula que el Kaushitaki Upanishad fue probablemente compuesto después de los Brihadaranyaka, Chandogya y Taittiriya Upanishads, pero antes de todos los demás antiguos Upanishads principales del hinduismo. Tanto Deussen como Winternitz consideran el Kaushitaki Upanishad como uno de los Upanishads en estilo de prosa más antiguos y una literatura prebudista y prejainista.
Ian Whicher data el Kaushitaki Upanishad alrededor del año 800 a. C. Según una revisión de 1998 realizada por Patrick Olivelle y otros académicos, el Kaushitaki Upanishad probablemente fue compuesto en un período prebudista, pero después de los más antiguos Brihadaranyaka y Chandogya Upanishads, lo que ubica el texto de Kaushitaki entre el siglo VI y el V a. C.

## Estructura
El Kaushitaki Upanishad es parte del Rigveda, pero ocupa diferentes números de capítulo en los manuscritos Veda descubiertos en diferentes partes de la India. Las tres secuencias más comunes son: el Upanishad son los capítulos 1, 2, 3 y 4 del Kausitaki Aranyaka, o los capítulos 6, 7, 8, 9 de ese Aranyaka, o los capítulos 1, 7, 8 y 9 en algunos manuscritos. Paul Deussen sugiere que estos diferentes números de capítulo pueden reflejar que la capa Upanishad de la literatura védica se creó e incorporó como conocimiento espiritual en la capa Aranyaka preexistente de textos védicos, y cuando esto se estaba haciendo en partes distantes de la India, la información de secuenciación no se implementó de manera uniforme.
El Kausitaki Upanishad es un texto en prosa, dividido en cuatro capítulos, que contienen 6,  15, 9 y 20 versos respectivamente.
Hay alguna evidencia de que el Kaushitaki Upanishad, en algunos manuscritos, tenía nueve capítulos, pero estos manuscritos están perdidos o aún no se han encontrado.

## Contenido

### Primer capítulo
En el primer capítulo del Kausitaki Upanishad, se afirma que existe el renacimiento y la transmigración del Atman (Ser), y que la vida de uno se ve afectada por el karma, y luego se pregunta si hay liberación y libertad de los ciclos de nacimiento y renacimiento. El versículo 2 del primer capítulo lo dice así (abreviado): 
 

Nací y renací de nuevo,
Como el año doce veces mayor, como el decimotercero más allá de la luna,
Del padre doce veces mayor, del padre trece veces mayor,
El uno y el otro contra este para conocer,
Hasta que vosotros, estaciones, me condujisteis a la muerte en virtud de esta verdad, en virtud de este Tapas,
¡Yo soy las estaciones, soy el hijo de las estaciones!
¿Quiénes sois vosotros? Yo soy vosotros.

Kaushitaki Upanishad, Chapter 1, Hymn 2
En el versículo 6 del capítulo 1, el Kausitaki Upanishad afirma que el hombre es la estación (la naturaleza), brota de la estación, se eleva de una cuna, renace a través de su esposa, como esplendor. Luego afirma, en un diálogo entre el Hombre y Brahman (Ser Universal, Realidad Eterna), 

Él declara: "El hombre es el Ser de cada ser viviente. Tú eres el Ser de cada ser. Lo que tú eres, yo lo soy".
El hombre pregunta: "¿Quién soy yo entonces?"
Brahman responde: "La Verdad". 

Kaushitaki Upanishad, Chapter 1, Hymn 6, Translated by Paul Deussen
Edward Cowell traduce los versos anteriores que declaran el principio de "Unidad en Atman y Brahman" de la siguiente manera:
 

(El Ser responde, cuando Brahma le pregunta: "¿Quién eres tú?")

Soy el tiempo, soy lo que está en el tiempo;
Nací del vientre del espacio;
de la luz auto-manifestante de Brahman;
la semilla del año;
el esplendor del pasado y la causa, el Ser de todo lo sensible e insensible, y de los cinco elementos;
Tú eres el Ser. Lo que tú eres, eso soy yo.
Brahma le dice: "¿Quién soy yo?"
Su respuesta: "Tú eres la Verdad".

Kaushitaki Upanishad, Chapter 1, Translated by Edward Cowell

### Segundo capítulo
En el segundo capítulo del Kausitaki Upanishad, cada vida y todas las vidas se declaran como Brahman (Ser Universal, Ser Eterno). En la medida en que una persona se da cuenta de que su ser es idéntico a Brahman, en esa medida es Brahman. No necesita rezar, afirma Kausitaki Upanishad, aquel que se da cuenta y entiende su verdadera naturaleza como idéntica al universo, el Brahman. Aquellos que no comprenden su Atman, sirven ciegamente a sus sentidos y a sus ansias, adoran lo exterior; y en contraste, aquellos que comprenden su Atman, sus sentidos sirven a su Atman, viven holísticamente.
En el versículo 5 del segundo capítulo, el Kausitaki Upanishad afirma que "los rituales externos como el Agnihotram ofrecido por la mañana y por la tarde, deben ser reemplazados por el Agnihotram interno, el ritual de introspección". Paul Deussen afirma que este capítulo reformula la religión al afirmar que “la religión no debe consistir en la observancia del culto externo, sino en aquello que pone toda la vida, con cada respiración, a su servicio”. Es el conocimiento lo que hace a uno más bello, más glorioso y más fuerte. No son los rituales, sino el conocimiento lo que uno debe buscar.

### Tercer capítulo
Después de afirmar a Atman (Ser) como Dios personificado en los dos primeros capítulos, el Kausitaki Upanishad desarrolla la doctrina filosófica del Atman en el tercer capítulo. Identifica la percepción de los objetos sensoriales como dependiente de los órganos sensoriales, que a su vez dependen de los poderes psicológicos integradores de la mente. Luego postula que la libertad y la liberación no provienen de los objetos de los sentidos, ni de los órganos de los sentidos, ni de los poderes psicológicos subjetivos de la mente, sino que provienen únicamente del "conocimiento y la acción". Aquel que conoce el Ser y actúa armoniosamente con el Ser, existe solemnemente como el Dios supremo que es ese Ser (Atman) mismo. El capítulo invoca a la deidad Indra, lo personifica como Atman y lo revela comunicando que él es el aliento de vida y Atman, y Atman es él y todo es Uno.
El capítulo presenta la definición metafísica del ser humano como Conciencia, Atman, Ser. En el versículo 3, se desarrolla el fundamento de esta definición al explicar que el habla no puede definir a un ser humano, porque vemos entre nosotros seres humanos que nacen sin el poder del habla (mudos); que la vista no puede definir a un ser humano, porque vemos entre nosotros seres humanos que nacen sin la capacidad de ver (ciegos); que el oído no puede definir a un ser humano, porque vemos entre nosotros seres humanos que nacen sin la capacidad de oír (sordos); que la mente no puede definir a un ser humano, porque vemos entre nosotros seres humanos que no tienen el poder de pensar con claridad (necedad); que los brazos o las piernas no pueden definir a un ser humano, porque vemos entre nosotros seres humanos que pierden sus brazos o piernas (cortados en un accidente). Un ser tiene fuerza vital, que es conciencia. Y lo que es consciente, tiene fuerza vital.
En muchos versos del capítulo 3, Kaushitaki Upanishad reafirma el tema, la prueba y la premisa, que " Prāṇa es prajñā, Prajñā es prāṇa" (वै प्राणः सा प्रज्ञा या वा प्रज्ञा स प्राणः, La fuerza vital es conciencia, la conciencia es fuerza vital).
En los últimos versos del capítulo 3, el Kaushitaki Upanishad afirma que para conocer realmente a alguien, uno debe conocer su Ser. Conozca el Ser del sujeto, no sólo los objetos superficiales. La estructura de su argumento es la siguiente (abreviada): 

No se debe desear entender el habla, sino conocer a quien habla.
No se debe desear entender el olor (descrito por una persona), sino conocer a quien huele.
No se debe desear entender la forma (de la persona), sino conocer a quien ve la forma.
No se debe desear entender el sonido (descrito), sino conocer a quien oye.
No se debe desear entender la comida (descripción), sino conocer a quien la prueba.
No se debe desear entender el acto, sino conocer a quien realiza el acto.
No se debe desear entender el placer y el dolor de la excitación, sino conocer a quien siente el placer y el dolor.
No se debe desear entender la opinión y el pensamiento, sino conocer a quien opina y piensa.
Porque si no hubiera elementos de conciencia, no habría elementos de ser material.
Porque si no hubiera elementos de ser material, no habría elementos de la conciencia.
Porque ningún fenómeno se produce a través de uno sin el otro
Porque Prāṇa (fuerza vital) es también el Prajñātman (conocimiento del ser), es dicha, no envejece, es inmortal
Éste es mi Ātman (Ser) que uno debe conocer, ¡oh! éste es mi Ātman que uno debe conocer.

Kausitaki Upanishad, Chapter 3
Edward Cowell traduce estos últimos versos como: "Prāṇa es prajñā, es alegría, es eternamente joven, es inmortal. Este es el guardián del mundo, este es el rey del mundo, este es el señor del mundo, este es mi Ser. Así que deja que el hombre sepa, así que deja que el hombre sepa".  Robert Hume resume el último verso del Capítulo 3 de Kaushitaki diciendo que "la responsabilidad ética de un ser humano, su propio ser es idéntico al mundo-todo". 

### Capítulo cuarto
El cuarto capítulo del Kausitaki Upanishad se basa en el tercer capítulo, pero varía peculiarmente en varios manuscritos del Rigveda descubiertos en el subcontinente indio. Esto sugiere que este capítulo puede ser una adición de una época posterior. A pesar de las variaciones, la idea central es similar en todas las recensiones hasta el momento. El capítulo ofrece dieciséis temas para explicar qué es Brahman (Atman), que se superponen con los doce que se encuentran en el Capítulo 2 del Brihadaranyaka Upanishad. Este último capítulo del Kausitaki Upanishad afirma que Brahman y el Ser son uno, que hay una unidad última en el Ser, que es creativo, omnipresente, supremo y universal en cada ser viviente. 

## Traducciones
El Kaushitaki Upanishad ha sido traducido por muchos eruditos, pero las traducciones varían porque varían los manuscritos utilizados. Fue traducido al persa en la época medieval, como Kokhenk; sin embargo, el manuscrito utilizado para esa traducción se ha perdido. Las traducciones al inglés más citadas son las de Eduard Cowell, Paul Deussen, Robert Hume y Max Müller.